# Туйя, Дамьен
Дамьен Туйя (фр. Damien Touya, род. 23 апреля 1975, Ла-Рошель) — французский фехтовальщик-саблист, чемпион мира, Европы и Олимпийских игр. Брат Гаэля Туйя и Анне-Лиз Туйя.

## Биография
Родился в 1975 году в Ла-Рошели. В 1996 году стал чемпионом Европы и бронзовым призёром Олимпийских игр в Атланте. В 1997 году завоевал золотую и бронзовую медали чемпионата мира. В 1998 году стал обладателем серебряной медали чемпионата мира. В 1999 году стал обладателем двух золотых медалей чемпионата мира и золотой медали чемпионата Европы. В 2000 году стал серебряным призёром Олимпийских игр в Сиднее в командном первенстве, а в личном зачёте был 5-м. В 2004 году стал чемпионом Олимпийских игр в Афинах в командном первенстве, а в личном зачёте был 20-м.

## Награды и звания
- 24 сентября 2014 года было присвоено звание кавалера ордена Почётного легиона[1].